# بيل بارون (ملحن)
بيل بارون (بالإنجليزية: Bill Barron)‏ هو عازف جاز وملحن أمريكي، ولد في 27 مارس 1927 في فيلادلفيا في الولايات المتحدة، وتوفي في 21 سبتمبر 1989 في ميدلتاون في الولايات المتحدة.

## وصلات خارجية
- بيل بارون على موقع ميوزك برينز (الإنجليزية)
- بيل بارون على موقع ديسكوغز (الإنجليزية)